# Cave di Cusa
Cave di Cusa ou Rocche di Cusa est une ancienne carrière de pierre en Sicile. Elle est située 3 km au sud de la ville Campobello di Mazara dans la province de Trapani en Italie. Elle a 1,8 km de long et se trouve sur une crête qui s'étend d'est en ouest. Ce site a été exploité à partir de la première moitié du VIe siècle av. J.-C. et sa pierre a été utilisée pour construire les temples de l'ancienne ville grecque de Sélinonte. Elle a été abandonnée en 409 av. J.-C. lors de la prise de la ville par les Carthaginois. C'est maintenant une zone archéologique sicilienne officielle et un site touristique.
L'élément le plus significatif que l'on peut observer est la brusque interruption de l'extraction, du traitement et du transport des roches colonnaires, en raison de la menace que l'arrivée soudaine de l'armée carthaginoise a fait peser sur la ville en 409 av. J.-C.  La fuite soudaine des carriers, des tailleurs de pierre et des ouvriers fait que nous pouvons retracer les étapes du travail allant des premières incisions circulaires profondes aux roches finies en attente d'être transportées.

## Histoire

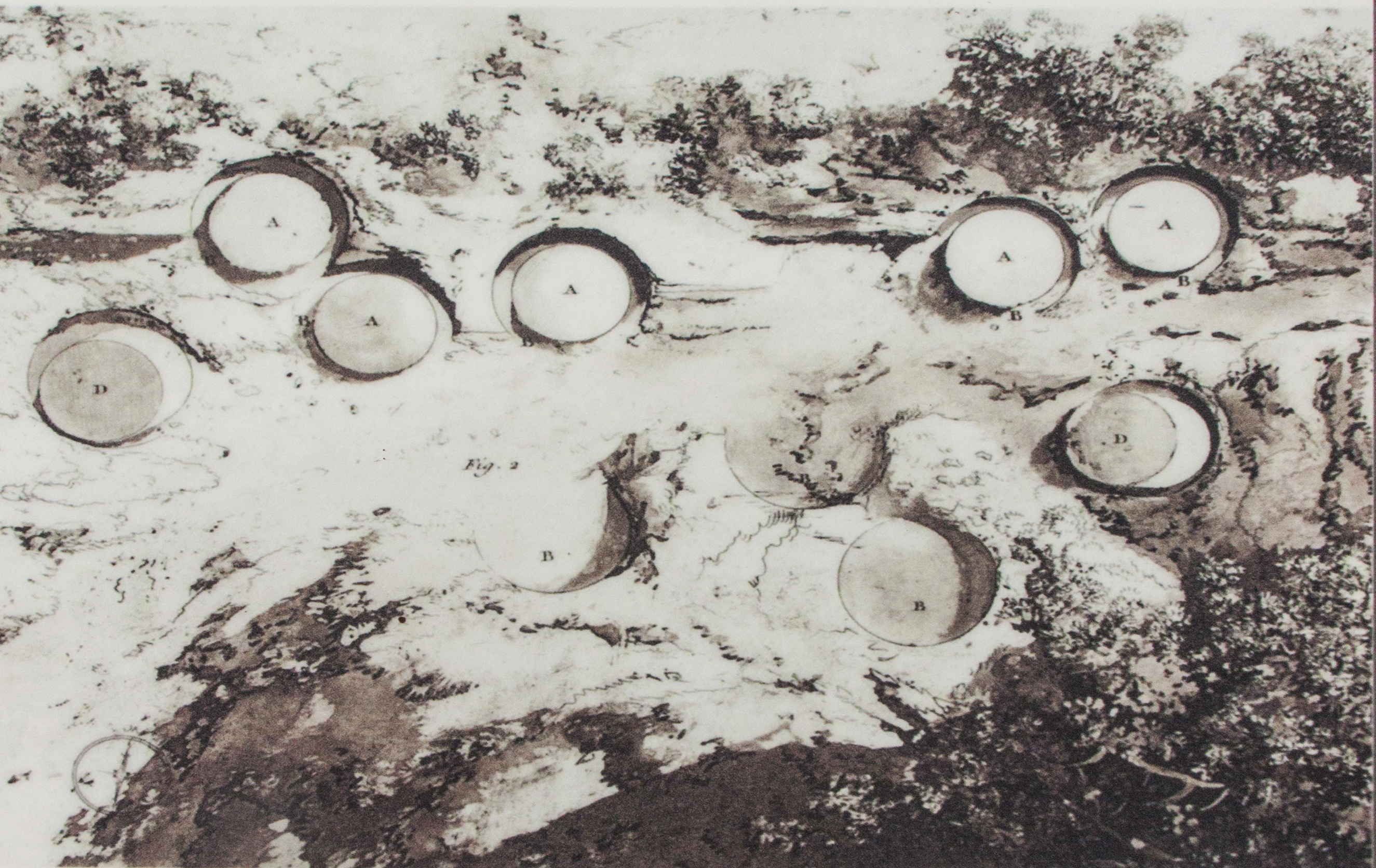
Plan de la carrière (1872)
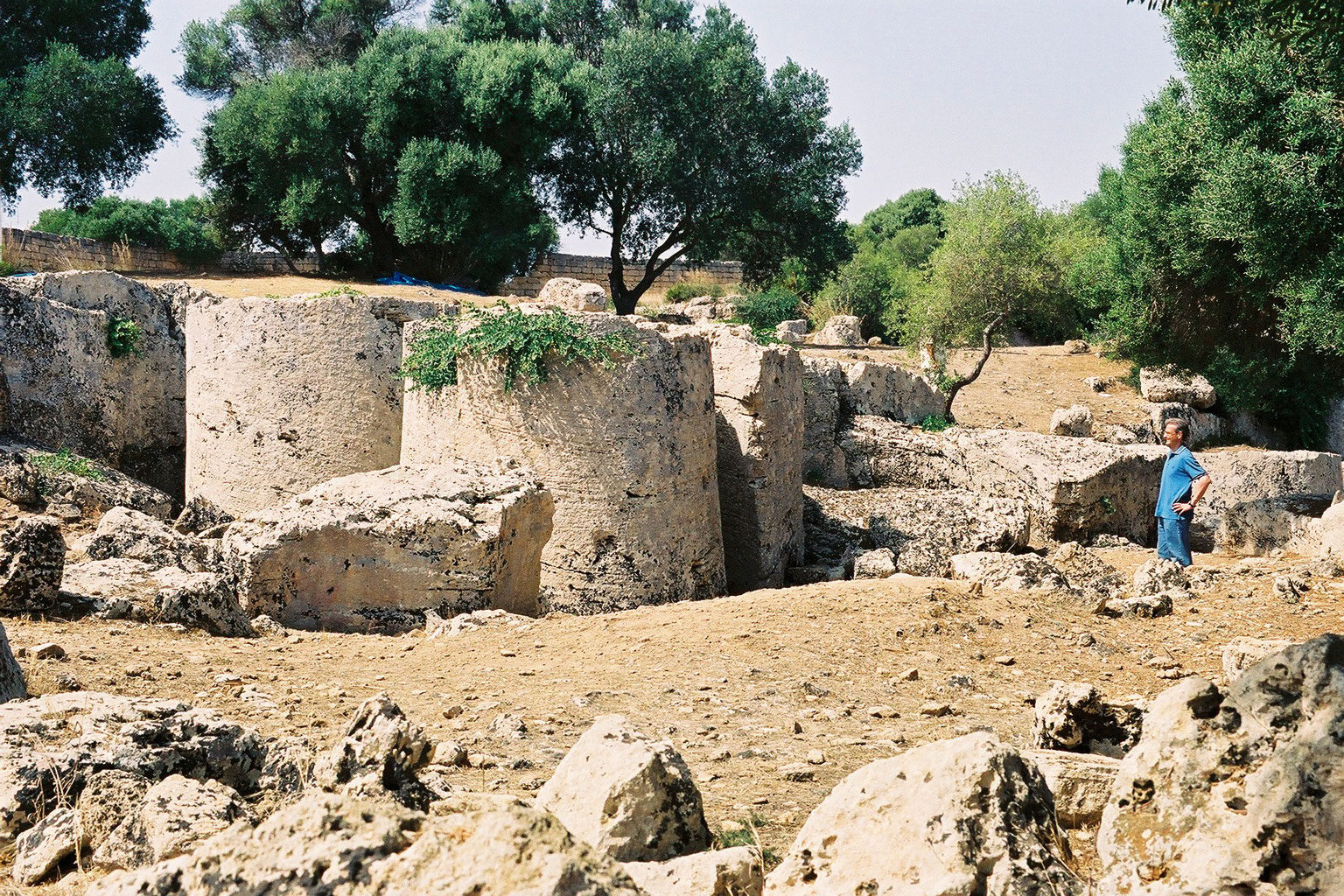
Blocs de colonnes semi-finis attachés à la paroi rocheuse.
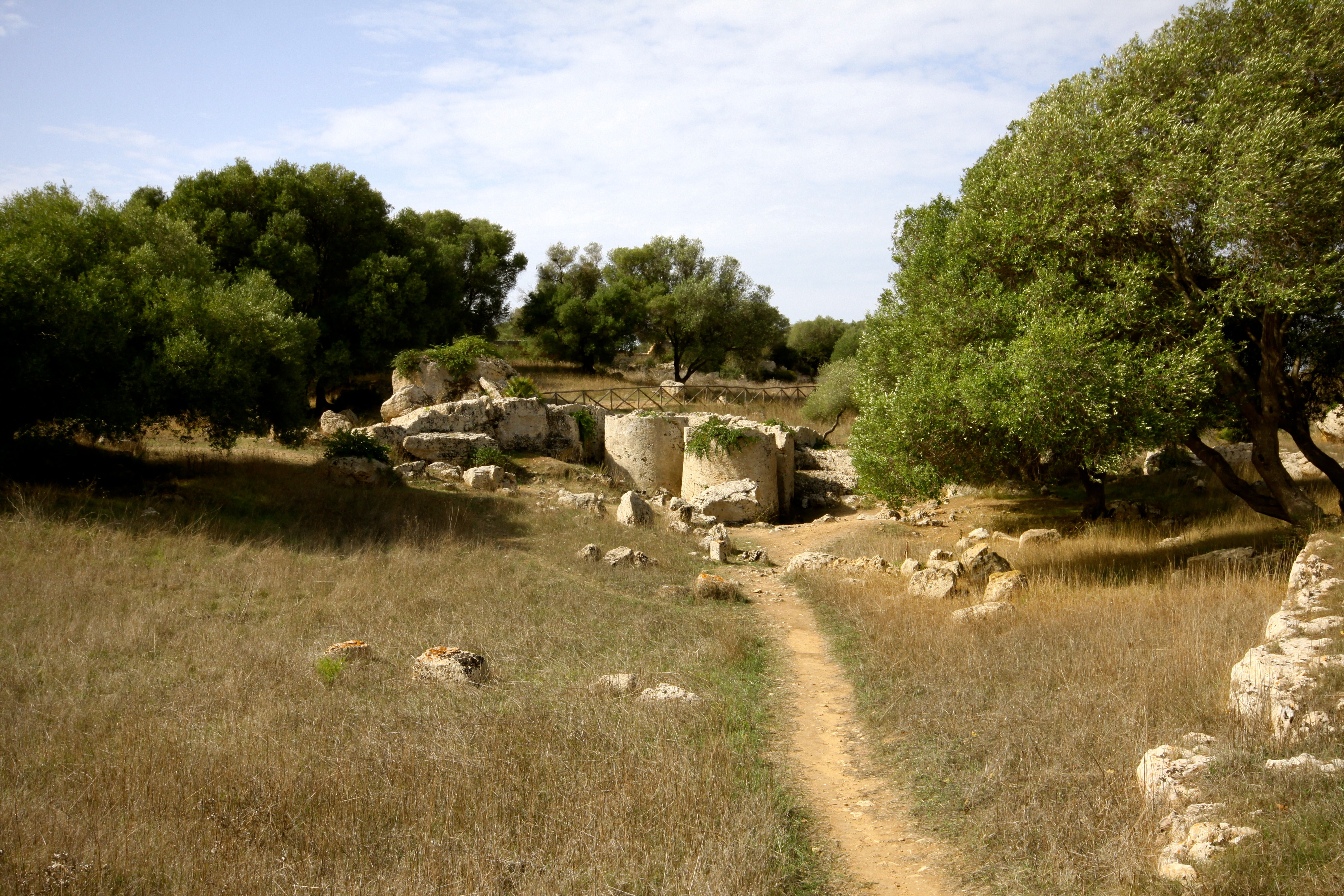
Colonnes brutes pour le Temple G inachevé de Sélinonte

Cave di Cusa était la source de pierre utilisée pour construire les temples de la ville de Sélinonte. Sélinonte était située à 13 km au sud-ouest de la carrière. Cette région de la Sicile était principalement habitée par les anciens Grecs. La pierre trouvée sur le site de Cave di Cusa était adaptée à la construction. Sa texture et son matériau calcaire résistant la rendaient idéale pour la construction des temples grecs. Cette carrière a été exploitée pendant 150 ans. On pense qu'à une certaine époque, 150 personnes y travaillaient. Beaucoup d'entre eux étaient des esclaves.
En 409 av. J.C., la carrière a été soudainement abandonnée, à la suite de l'invasion carthaginoise d'Hannibal de Giscon. Finalement Sélinonte a été vaincue. La ville a été détruite après la défaite et aucun travail n'a plus jamais eu lieu à la carrière. Les esclaves et les ouvriers ont fui les lieux. Les blocs de pierre en chantier ont été  abandonnés et forment aujourd'hui la géographie du site.

## Recherches archéologiques
Les recherches archéologiques sur le site nous ont donné beaucoup d'informations sur la Cave di Cusa et son utilisation. Le site contient 60 blocs de roche, souvent cylindriques, à divers stades de sculpture, éparpillés sur le site (certains in situ) qui étaient à l'origine destinés à la construction du temple G de Sélinonte. La pierre de ce site a été utilisée pour les colonnes du temple, et de nombreuses colonnes existent encore sur le site aujourd'hui. La roche est à différents stades d'extraction, à la suite de l'abandon rapide du site. Il y a des marques de pioche sur les roches provenant de divers outils en pierre, de sorte que les archéologues ont pu déterminer les méthodes utilisées pour extraire la pierre. De nombreuses méthodes ont été utilisées pour sculpter la pierre, comme des rainures et des trous placés sur des architraves qui permettaient d'y enfiler des cordes et des poutres pour aider à soulever la roche.

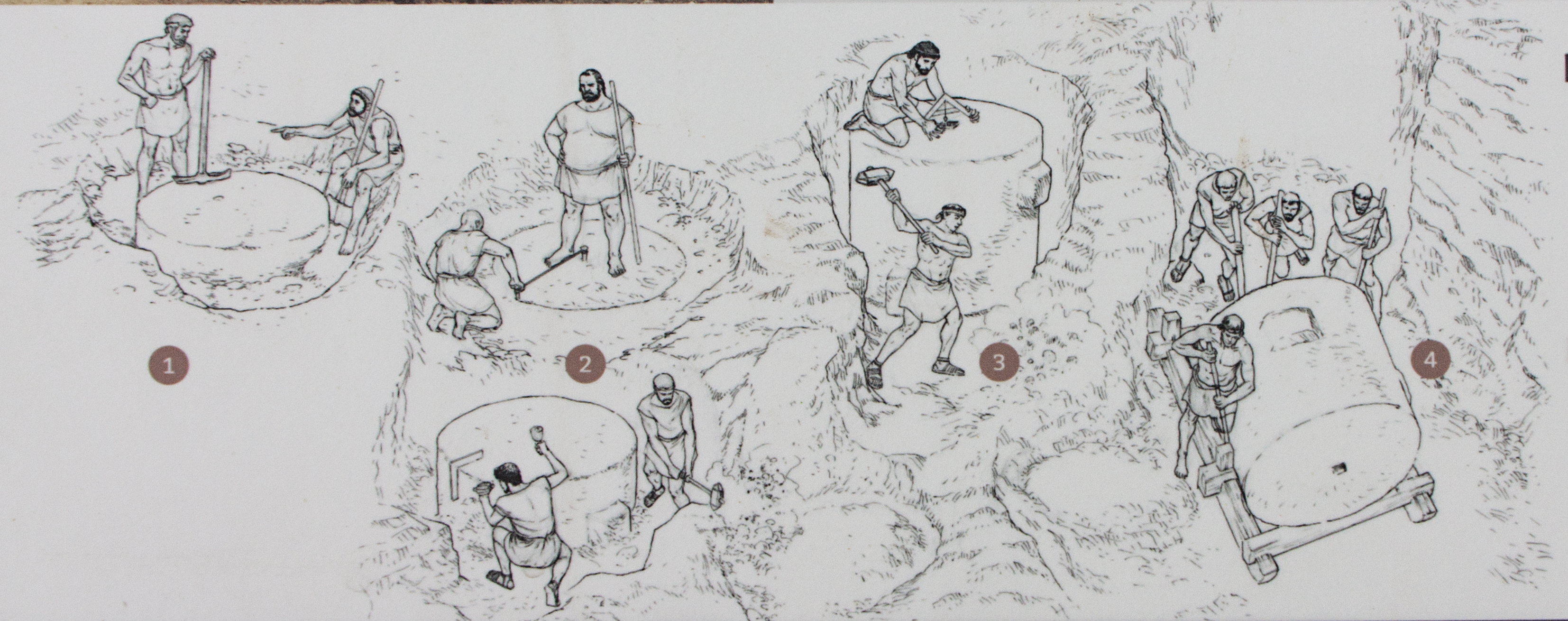
Les phases de construction d'une colonne :
La procédure de sculpture des tambours des colonnes impliquait une incision circulaire dans la roche (1)
puis, après l'avoir élargie vers l'extérieur en extrayant la roche de la rainure avec des ciseaux, on crée une coupe courbe (2) qui, au fur et à mesure du travail, s'approfondit ;
L'opération se poursuivit jusqu'à ce que le tambour ait atteint la hauteur souhaitée (3), après quoi il est extrait, en le détachant du lit de la roche à l'aide de coins métalliques ou en bois dilatés à l'eau.
Les pierres sont transportées par roulement, tandis que les blocs carrés le sont par remorquage, soit sur des rouleaux, soit dans des charrettes tirées par des bœufs (4).

## Tourisme
Dans les temps modernes, Cave di Cusa est devenue une destination touristique en Sicile.